# BMW серија 3 (F30)
BMW F30 је шеста генерација серије 3, немачког произвођача аутомобила BMW и чинили су га лимузина/седан (интерне ознаке F30), караван (ознаке F31) и лифтбек ("Gran Turismo" ознаке F34). F30/F31/F34 су се производили од 2011. до 2019. године и често се заједно називају F30.

## Историјат
BMW F30 је први пут представљен у Минхену октобра 2011. године, а на тржишту се нашао у пролеће 2012. године. Спољашњи изглед седан шесте генерације је дизајнирао Кристофер Вајл, а караван је дизајнирао Михеал де Боно. Кабриолет и купе су издвојени из серије 3 и ревидирани продају се као BMW серија 4. По први пут је уведен лифтбек ("Gran Turismo") са петоро врата. У Кини је доступна верзија седана са дужим међуосовинским растојањем (ознаке F35).
Верзија М3 (означена као F80) је пуштена на тржиште 2014. године и покреће је S55 бензински твин-турбо редни шестоцилиндрични мотор.
Производња је окончана 2019. године, када га мења седма генерација ознаке G20.

### Опрема
У F30 доступна су три стандардна пакета опреме: најјефтинији Modernline, затим Sportline и  Luxuryline. Такође је доступан и M Sport пакет.
У односу на претходну генерацију, F30 је веома побољшана, између осталог порастао је у свим димензијама у односу на E90, квалитет завршне обраде је на вишем нивоу, лакши, пространији и модернији аутомобил. Најважнија креација јесте облик фарова, који се простиру до „бубрега” хладњака. Нижи предњи део има свој идентитет и помаже да возило изгледа јединствено и агресивно. Задња стоп светла имају широк дизајн облика слова „L” карактеристичан код многих BMW модела. У кабини, возач је у центру пажње, где је централна конзола окренута под углом од седам степени према њему. Пртљажни простор код седана од 480 литара је један од највећих у сегменту. Може да поседује грејање предњих седишта, подесива задња седишта, сателитску навигацију и широки дисплеј на централној конзоли. Први пут су у целој серији 3 коришћени мотори са турбопуњачем, а електрични серво управљач замењује раније хидрауличке системе управљања.
На европским тестовима судара 2012. године, F30 је добио максималних пет звездица за безбедност.

### Измене
Козметичке измене спољашности из 2015. године су минималне. Промењени су фарови, који се добијају у потпуној лед технологији, док су браници дискретно редизајнирани. Стоп светла су опремљена лед сијалицама, обновљена је палета боја, а у понуди су и нове алу-фелне. Промене у ентеријеру су још неприметније. Поседује нови „хед-ап” дисплеј, рестилизовани навигациони систем, који има бржи одзив и реалистичнији 3Д приказ на екрану. Унапређен је и систем за асистенцију приликом паркирања.
Најважније промене су се догодиле испод хаубе. Сви мотори који се налазе у понуди задовољавају Еуро 6 стандарде. По рестајлингу 2015. године, први пут је у серији 3 коришћен плуг-ин хибридни погонски склоп (модел 330е). Такође за 2016. годину, уведен је и троцилиндрични мотор.

## Мотори

### Бензински
|                           | 316i                  | 320i EDE              | 318i                  | 320i                  | 320i                  | 328i                  | 330i                  | 335i                  | 340i                  |
| ------------------------- | --------------------- | --------------------- | --------------------- | --------------------- | --------------------- | --------------------- | --------------------- | --------------------- | --------------------- |
| Врста мотора              | R4                    | R4                    | R3                    | R4                    | R4                    | R4                    | R4                    | R6                    | R6                    |
| Тип мотора                | N13B16                | N13B16                | B38B15                | N20B20                | B48B20                | N20B20                | B48B20                | N55B30                | B58B30                |
| Запремина                 | 1598 cm³              | 1598 cm³              | 1499 cm³              | 1997 cm³              | 1998 cm³              | 1997 cm³              | 1998 cm³              | 2979 cm³              | 2998 cm³              |
| Снага                     | 100 kW (130 КС)       | 125 kW (168 КС)       | 100 kW (130 КС)       | 135 kW (181 КС)       | 135 kW (181 КС)       | 180 kW (240 КС)       | 185 kW (248 КС)       | 225 kW (302 КС)       | 240 kW (320 КС)       |
| Обртни момент             | 220 Nm/ 1350–4300/min | 250 Nm/ 1500–4500/min | 220 Nm/ 1250–4300/min | 270 Nm/ 1250–4500/min | 270 Nm/ 1350–4600/min | 350 Nm/ 1250–4800/min | 350 Nm/ 1450–4800/min | 400 Nm/ 1200–5000/min | 450 Nm/ 1380–5000/min |
| Мењач                     | 6° мануелни           | 6° мануелни           | 6° мануелни           | 6° мануелни           | 6° мануелни           | 6° мануелни           | 6° мануелни           | 6° мануелни           | 6° мануелни           |
| Мењач (опционо)           | 8° аутоматик          | 8° аутоматик          | 8° аутоматик          | 8° аутоматик          | 8° аутоматик          | 8° аутоматик          | 8° аутоматик          | 8° аутоматик          | 8° аутоматик          |
| Погон                     | задњи                 | задњи                 | задњи                 | задњи                 | задњи                 | задњи                 | задњи                 | задњи                 | задњи                 |
| Погон (опционо)           | –                     | –                     | –                     | 4×4 (xDrive)          | 4×4 (xDrive)          | 4×4 (xDrive)          | 4×4 (xDrive)          | 4×4 (xDrive)          | 4×4 (xDrive)          |
| Убрзање 0–100 km/h у сек. | 8,9                   | 7,6                   | 8,9                   | 7,3                   | 7,2                   | 5,9                   | 5,9                   | 5,5                   | 5,2                   |
| Брзина km/h               | 210                   | 230                   | 210                   | 235                   | 235                   | 250                   | 250                   | 250                   | 250                   |
| Потрошња l/100 km         | 5,8–5,9               | 5,3                   | 5,5–5,1               | 6,1–6,3               | 5,5–5,9               | 6,4                   | 6,1–6,5               | 7,9                   | 7,7–7,4               |
| Норма                     | Euro 5                | Euro 5                | Euro 6                | Euro 5                | Euro 6                | Euro 5                | Euro 6                | Euro 5                | Euro 6                |

|                           | 316i              | 318i              | 320i              | 320i              | 328i              | 330i              | 335i              | 340i              |
| ------------------------- | ----------------- | ----------------- | ----------------- | ----------------- | ----------------- | ----------------- | ----------------- | ----------------- |
| Врста мотора              | R4                | R3                | R4                | R4                | R4                | R4                | R6                | R6                |
| Тип мотора                | N13B16            | B38B15            | N20B20            | B48B20            | N20B20            | B48B20            | N55B30            | B58B30            |
| Запремина                 | 1598 cm³          | 1499 cm³          | 1997 cm³          | 1998 cm³          | 1997 cm³          | 1998 cm³          | 2979 cm³          | 2998 cm³          |
| Снага                     | 100 kW (130 КС)   | 100 kW (130 КС)   | 135 kW (181 КС)   | 135 kW (181 КС)   | 180 kW (240 КС)   | 185 kW (248 КС)   | 225 kW (302 КС)   | 240 kW (320 КС)   |
| Обртни момент             | 220 Nm/ 1350–4300 | 220 Nm/ 1250–4300 | 270 Nm/ 1250–4500 | 290 Nm/ 1350–4250 | 350 Nm/ 1250–4800 | 350 Nm/ 1250–4800 | 400 Nm/ 1200–5000 | 450 Nm/ 1380–5000 |
| Мењач                     | 6° мануелни       | 6° мануелни       | 6° мануелни       | 6° мануелни       | 6° мануелни       | 6° мануелни       | 6° мануелни       | 6° мануелни       |
| Мењач (опционо)           | 8° аутоматик      | 8° аутоматик      | 8° аутоматик      | 8° аутоматик      | 8° аутоматик      | 8° аутоматик      | 8° аутоматик      | 8° аутоматик      |
| Погон                     | задњи             | задњи             | задњи             | задњи             | задњи             | задњи             | задњи             | задњи             |
| Погон (опционо)           |                   | –                 | –                 | 4×4 (xDrive)      | 4×4 (xDrive)      | 4×4 (xDrive)      | 4×4 (xDrive)      | 4×4 (xDrive)      |
| Убрзање 0–100 km/h у сек. | 9,4               | 9,2               | 7,5               | 7,5               | 6,0               | 6,0               | 5,5               | 5,1               |
| Брзина km/h               | 210               | 210               | 233               | 230               | 250               | 250               | 250               | 250               |
| Потрошња l/100 km         | 5,9–6,3           | 5,4–5,9           | 6,4–6,5           | 5,9–6,3           | 6,9               | 6,7–6,4           | 8,1               | 6,8–7,0           |
| Норма                     | Euro 6            | Euro 6            | Euro 5            | Euro 6            | Euro 5            |                   | Euro 5            | Euro 6            |

### Дизел
|                           | 316d              | 316d              | 318d              | 318d              | 320d EDE          | 320d EDE          | 320d (328d USA)   | 320d              | 325d              | 325d              | 330d              | 335d              |
| ------------------------- | ----------------- | ----------------- | ----------------- | ----------------- | ----------------- | ----------------- | ----------------- | ----------------- | ----------------- | ----------------- | ----------------- | ----------------- |
| Врста мотора              | R4                | R4                | R4                | R4                | R4                | R4                | R4                | R4                | R4                | R4                | R6                | R6                |
| Тип мотора                | N47D20            | B47D20            | N47D20            | B47D20            | N47D20            | B47D20            | N47D20            | B47D20            | N47D20            | B47D20            | N57D30            | N57D30            |
| Запремина                 | 1995 cm³          | 1995 cm³          | 1995 cm³          | 1995 cm³          | 1995 cm³          | 1995 cm³          | 1995 cm³          | 1995 cm³          | 1995 cm³          | 1995 cm³          | 2993 cm³          | 2993 cm³          |
| Снага                     | 85 kW (114 КС)    | 85 kW (114 КС)    | 105 kW (141 КС)   | 110 kW (150 КС)   | 120 kW (160 КС)   | 120 kW (160 КС)   | 135 kW (181 КС)   | 140 kW (190 КС)   | 160 kW (210 КС)   | 165 kW (221 КС)   | 190 kW (250 КС)   | 230 kW (310 КС)   |
| Обртни момент             | 260 Nm/ 1750–2500 | 270 Nm/ 1250–2750 | 320 Nm/ 1750–2500 | 320 Nm/ 1500–3000 | 380 Nm/ 1750–2750 | 400 Nm/ 1750–2250 | 380 Nm/ 1750–2750 | 400 Nm/ 1750–2500 | 450 Nm/ 1500–2500 | 450 Nm/ 1500–3000 | 560 Nm/ 1500–3000 | 630 Nm/ 1500–2500 |
| Мењач                     | 6° мануелни       | 6° мануелни       | 6° мануелни       | 6° мануелни       | 6° мануелни       | 6° мануелни       | 6° мануелни       | 6° мануелни       | 6° мануелни       | 6° мануелни       | 8° аутоматик      | 8° аутоматик      |
| Мењач (опционо)           | 8° аутоматик      | 8° аутоматик      | 8° аутоматик      | 8° аутоматик      | 8° аутоматик      | 8° аутоматик      | 8° аутоматик      | 8° аутоматик      | 8° аутоматик      | 8° аутоматик      | –                 | –                 |
| Погон                     | задњи             | задњи             | задњи             | задњи             | задњи             | задњи             | задњи             | задњи             | задњи             | задњи             | задњи             | 4×4 (xDrive)      |
| Погон (опционо)           | –                 | –                 | 4×4 (xDrive)      | 4×4 (xDrive)      | –                 | –                 | 4×4 (xDrive)      | 4×4 (xDrive)      | 4×4 (xDrive)      | 4×4 (xDrive)      | 4×4 (xDrive)      | –                 |
| Убрзање 0–100 km/h у сек. | 10,9              | 10,7              | 9,0               | 8,6               | 8,0               | 7,9               | 7,5               | 7,3               | 6,8               | 6,5               | 5,6               | 4,8               |
| Брзина km/h               | 202               | 205               | 212               | 215               | 230               | 230               | 235               | 235               | 245               | 245               | 250               | 250               |
| Потрошња l/100 km         | 4,3–4,5           | 3,9–4,3           | 4,4–4,5           | 4,0–4,4           | 4,1               | 3,9–4,3           | 4,5–4,6           | 4,0–4,4           | 4,9–5,0           | 4,6–4,9           | 4,9               | 5,4               |
| Норма                     | Euro 5            | Euro 6            | Euro 5            | Euro 6            | Euro 5            | Euro 6            | Euro 5            | Euro 6            | Euro 5            | Euro 6            | Euro 5 / 6        | Euro 5 / 6        |

### М3 (F80)
|                    | M3                    | M3 Competition        | M3 CS                 |
| ------------------ | --------------------- | --------------------- | --------------------- |
| Мотор              | Бензин                | Бензин                | Бензин                |
| Врста мотора       | R6                    | R6                    | R6                    |
| Тип мотора         | S55B30                | S55B30                | S55B30                |
| Запремина          | 2979 cm³              | 2979 cm³              | 2979 cm³              |
| Снага              | 317 kW (425 КС)       | 331 kW (444 КС)       | 338 kW (453 КС)       |
| Обртни момент      | 550 Nm/ 1850–5500/min | 550 Nm/ 1850–5500/min | 600 Nm/ 4000–5380/min |
| Мењач              | 6° мануелни           | 6° мануелни           | 7° аутоматик          |
| Погон              | задњи                 | задњи                 | задњи                 |
| Убрзање 0–100 km/h | 4,3 сек.              | 4,2 сек.              | 3,9 сек.              |
| Брзина             | 250/280 km/h          | 250/280 km/h          | 280 km/h              |
| Потрошња           | 9,1 l/100 km          | 9,1 l/100 km          | 8,3 l/100 km          |
| Норма              | Euro 6                | Euro 6                | Euro 6                |

## Галерија
- Седан (F30), пре редизајна
- Караван (F31), пре редизајна
- Лифтбек Gran Turismo (F34), пре редизајна
- Лифтбек Gran Turismo (F34), пре редизајна
- Седан (F30), редизајн
- Седан (F30), редизајн
- Лифтбек Gran Turismo (F34), редизајн
- Лифтбек Gran Turismo (F34), редизајн